# Раздольне
Раздольне (рос. Раздольное) — селище Багратіоновського району, Калінінградської області Росії. Входить до складу Погранічного сільського поселення.
Населення — 464 особи (2015 рік).